# Ордас, Нейтан
Нейтан Рафаэль Ордас (исп. Nathan Rafael Ordaz; род. 12 января 2004, Ван-Найс, Калифорния) — сальвадорский футболист, нападающий клуба «Лос-Анджелес» .

## Клубная карьера
Ордас — воспитанник клубов «Реал Солт-Лейк» и «Лос-Анджелес». 8 мая 2022 года в поединке против «Монтерей Бей» игрок дебютировал в USL за дублирующий состав последних. 18 мая 2023 года в матче против «Спортинг Канзас-Сити» он дебютировал в MLS за основной состав.